# Музей труда (Гамбург)
Гамбургский музей труда (нем. Museum der Arbeit, Hamburg-Barmbek) — исторический музей в районе Северный Бармбек (Hamburg-Barmbek-Nord) города Гамбург; представляет коллекцию об условиях жизни и работы за последние 150 лет: затрагивает такие тему как последствия индустриализации и вызванные ею изменения в социальной, культурной и экономической сферах. В 1980 году было создано музейное объединение, ставившее своей целью открытия «музея о труде» в городе. Является частью организации «Europäische Route der Industriekultur» (ERIH) и Фонда исторических музеев Гамбурга.

## История
Планы по созданию Музея труда в Гамбурге появились в конце 1970-х годов. В 1980 году было создано музейное объединение, которое продолжает функционировать и в XXI веке — как некоммерческий фонд «Freunde des Museums der Arbeit e.V.», насчитывавший, по данным на 2018 год, 1300 членов. Фонд также выпускает два журнала: «mitarbeit» и «Infobriefs». В 1982 году объединение арендовало участок земли и цеха бывшего завода компании «New-York Hamburger Gummi-Waaren Compagnie» (NYH) в рабочем районе Бармбек; здание было построено в 1871 году. В течение последующих 10 лет в помещениях начали проводиться временные выставки, в рамках которых кураторы хотели рассказать «другую историю» города и гериона — не историю правителей и «высших классов», а историю большинства населения.
В 1992 году началась масштабная реконструкция помещений и два года спустя было открыто первое полноценное музейное здание. Постоянная экспозиция в главном здании была открыта 5 января 1997 года. В библиотеке музея хранятся книги о повседневной и социальной истории XIX и XX веков, об истории труда и жизни рабочих в Гамбурге, а также — по технологии, экономике и гендерной истории. В 1989 году гамбургский фотограф и фоторепортер Герд Минграм (Gerd Mingram, 1910—2001) передал музею свой архив из 80 000 фотографий. 1 января 2008 года музей вошёл в объединение «Фонд исторических музеев Гамбурга» (Stiftung Historische Museen Hamburg, SHMH).